# Diorthus intricarius
Diorthus intricarius là một loài bọ cánh cứng trong họ Cerambycidae.